# Besleria beltranii
Besleria beltranii är en tvåhjärtbladig växtart som beskrevs av Salinas. Besleria beltranii ingår i släktet Besleria och familjen Gesneriaceae. Inga underarter finns listade i Catalogue of Life.